# ゴールド (スパンダー・バレエの曲)
「ゴールド」(Gold) は、イングランドのバンド、スパンダー・バレエが、3枚目のアルバム『トゥルー』から出した1983年のシングル。

## 制作
この曲は、ゲイリー・ケンプが作詞、作曲し、プロデューサー・チームのジョリー&スワイン（スティーヴ・ジョリーとトニー・スワイン）が制作にあたった。

## 発表当時の評価
この曲はスパンダー・バレエにとって、イギリスでもアメリカ合衆国でも、直前のシングル「トゥルー (True)」に次ぐ2番目に大きなチャート上のヒットとなり、全英シングルチャートでは2位（その時の首位はK.C.&ザ・サンシャイン・バンドの「Give It Up」）、米国のBillboard Hot 100では29位まで上昇した。
ミュージック・ビデオは、ブライアン・ダフィが監督してスペインのカルモナでロケーション撮影が行われた。このビデオのメイキング篇には、ダフィ監督の息子クリス (Chris Duffy) が撮影した写真が取り上げられている。ビデオには、当時まだあまり知られていなかったセイディ・フロストが金色に塗られたニンフの役でフィーチャーされている。

## その後
「ゴールド」は、後にセミ・アコースティック、アンプラグト風なスタイルで再録音され、スパンダー・バレエの2009年のアルバム『Once More』に収録された。
この曲は、様々なショーや映画にも用いられた。2012年ロンドンオリンピックの際には、イギリスのラジオ局アブソリュート・ラジオの『The Christian O'Connell Breakfast Show』の番組ホストであるクリスチャン・オコンネルが、Team GB（オリンピックのイギリス選手団）の選手が金メダルを獲得した際にはこの曲を流して祝福すべきだと主張した。スパンダー・バレエのリード・シンガーであるトニー・ハドリーも番組に招かれ、「ゴールド」を生放送で披露した。
また、この曲は、ウェストハム・ユナイテッドFCとセルティックFCで、歌詞の「gold」という部分を、これらのチームでプレーした選手であるコール (Cole) に置き換える形で、フットボール・チャントとなった。
トニー・ハドリーは、この曲について次のように述べている。
「ゴールド」は今の若い連中も、国中の学生酒場で歌う曲になっていて、おかげで僕も数多くのショーに読んでもらえる理由になっている。何かの授賞式のショーなどでは必ずリクエストされる。
この発言は、1980年代当時よりも、21世紀に入ってからの方がハドリーの収入が大きくなっていることの説明として語られたものである。
「ゴールド」は、2002年のビデオ・ゲーム『グランド・セフト・オート・バイスシティ』にも使われた。また、2001年のイギリスのシットコム『Only Fools and Horses』のエピソード「If Only They Could See Us Now」に登場した架空のゲーム『Gold Rush』のテーマ音楽にもなった。
この曲は、バーチャル・バンドであるゴリラズを取り上げた『MTV Cribs』の番組で、ギタリストであるヌードルの性格を表現するために用いられた。

## トラック・リスト

### 7インチ・シングル
1. "Gold" – 3:54
2. "Gold (Instrumental)" – 2:40[1]

### 12インチ・シングル
1. "Gold (Extended Version)" – 7:12
2. "Foundation (Live)" – 3:54[3]

## チャート
| チャート（1983-84年、2012年）                            | 最高位 |
| -------------------------------------------------------- | ------ |
| オーストラリア (ケント・ミュージック・レポート）         | 9      |
| カナダ (カナダ・シングルチャート）                       | 12     |
| フランス (エアプレイ                                     | 3      |
| オランダ（ネーダラントス・トップ40）                     | 3      |
| ニュージーランド（ニュージーランド・レコード産業協会）   | 8      |
| スペイン（プロムシカエ）                                 | 4      |
| イギリス（全英シングルチャート）                         | 2      |
| アメリカ合衆国 Billboard Hot 100                         | 29     |
| アメリカ合衆国（HotDance Club Songs ：『ビルボード』誌） | 8      |
| アメリカ合衆国（Adult Contemporary：『ビルボード』誌）   | 17     |